# حیات وحش کامبوج

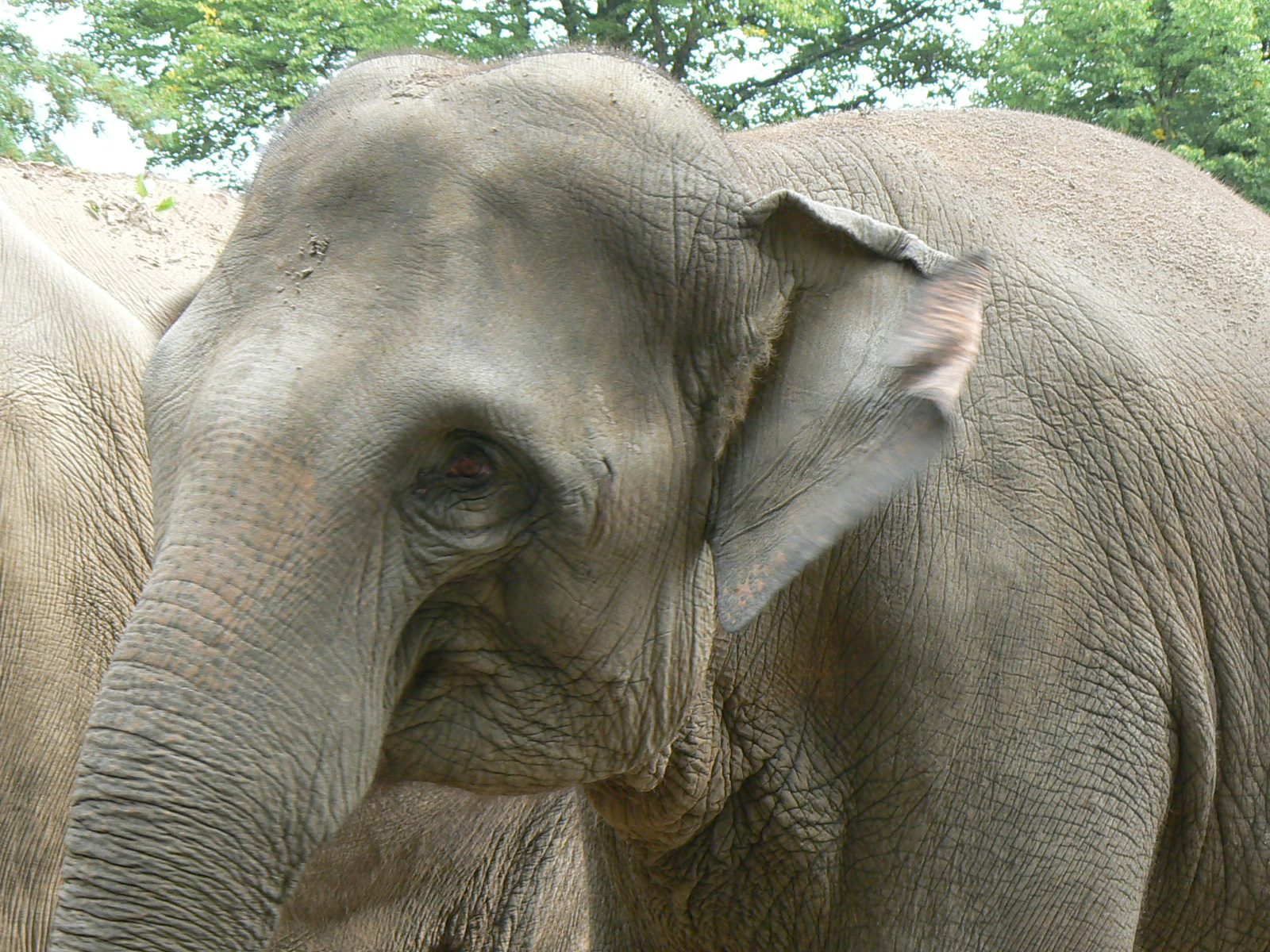
فیل آسیایی

حیات وحش کامبوج بسیار متنوع است؛ با حداقل ۱۶۲ گونه پستاندار، ۶۰۰ گونه پرنده، ۱۷۶ گونه خزنده (شامل ۸۹ زیرگونه)، ۹۰۰ گونه ماهی آب شیرین، ۶۷۰ گونه بی‌مهره و بیشتر از ۳۰۰۰ گونه گیاهی. تنها یک منطقه حفاظت‌شده، امانگاه حیات وحش کئو سیما، بیشتر از ۹۵۰ گونه را شامل ۷۵ گونه که در فهرست سرخ آی‌یوسی‌ان در جهان در معرض تهدید قرار دارند، پشتیبانی می‌کند.